# Arthur Jenkins
Arthur Jenkins (1884 - 25 april 1946) was lid van Britse Lagerhuis - van 1935 tot bij zijn overlijden - als vertegenwoordiger voor de streek rond de stad Pontypool in Wales.

## Labour
Van 1896 tot 1918 was Jenkins mijnwerker met een onderbreking van twee jaar (1908-1910). Omwille van studies, die hij met een beurs volgde, in Oxford aan het Ruskin College en de Sorbonne in Parijs. Opgeklommen tot de top van de South Wales Miners' Federation werd hij in 1935 voor Labour verkozen in het Britse Lagerhuis. Daarnaast was hij de parlementaire privé-secretaris van de eerste minister Clement Attlee.
Arthur Jenkins was in 1911 gehuwd met Hattie Harris, de dochter van de algemene directeur van The Bessemer Iron and Steel Company. Hun zoon Roy Jenkins werd in 1977 voorzitter van de Europese Commissie.